# Radovan Vukanović
Radovan Vukanović, črnogorski general, * 1. junij 1906, † 26. avgust 1987.

## Življenjepis
Leta 1926 je postal član KPJ in leta 1930 je absolviran na Pravni fakulteti v Beogradu. Med drugo svetovno vojno je bil politični komisar in poveljnik v več enotah; nazadnje je bil pomočnik poveljnika 2. armade.
Po vojni je bil poveljnik armade, načelnik Uprave pehote JLA, načelnik VVA JLA,...